# Loxocrambus mohaviellus
Loxocrambus mohaviellus là một loài bướm đêm trong họ Crambidae.